# George Cattanach
George Cattanach (Alexandria, 25 juli 1878 - East Chicago, 29 januari 1954) was een Canadees lacrossespeler. 
Met de Canadese ploeg won Cattanach de olympische gouden medaille in 1904.

## Resultaten
- 1904  Olympische Zomerspelen in Saint Louis